# Mulleripicus fulvus
Mulleripicus fulvus là một loài chim trong họ Picidae.